# Драгов Дол
Драгов Дол (мкд. Драгов Дол) је насеље у Северној Македонији, у средишњем делу државе. Драгов Дол припада општини Македонски Брод.

## Географија
Насеље Драгов Дол је смештено у средишњем делу Северне Македоније. Од седишта општине, градића Македонски Брод, насеље је удаљено 20 km северно.
Рељеф: Драгов Дол се налази у области Порече, која обухвата средишњи део слика реке Треске. Дато подручје је изразито планинско. Село се налази у долини леве притоке реке Треске. Западно од насеља уздиже се планина Песјак. Надморска висина насеља је приближно 520 метара.
Клима у насељу је континентална.

## Историја
Почетком 20. века, као и Порече, становништво Драговог Дола је било наклоњено српској народној замисли, па се месно становништво у изјашњавало Србима.

## Становништво
По попису становништва из 2002. године, Драгов Дол је имао 23 становника.
Претежно становништво у насељу су етнички Македонци (100% према последњем попису).
Већинска вероисповест у насељу је православље.